# Gouverneur Morris
Gouverneur Morris (Morrisania, 1752. január 31. – Morrisania, 1816. november 6.) az Amerikai Egyesült Államok szenátora (New York, 1800–1803).